# Fulvio Pieroni
Fulvio Pieroni (Roma, 26 gennaio 1928 – 24 gennaio 2016) è stato un arbitro di calcio, dirigente sportivo e calciatore italiano, di ruolo difensore.

## Carriera
Ex calciatore con l'Ostiense e con il Bari in IV Serie, con cui vince il titolo di categoria nel 1954. Si iscrive al corso arbitri nel 1955 presso la Sezione AIA di Roma, e l'esperienza maturata sui campi lo porta ad una rapida progressione: nel 1961 debutta in serie C, nel 1963 in serie B e nel 1964 in serie A in occasione della partita Torino-Cagliari; nel 1965 ottiene il "Premio Florindo Longagnani" come miglior arbitro debuttante in serie A.
Diventa arbitro internazionale nel 1972, ma già nel 1967 ha l'opportunità di accompagnare come guardalinee Concetto Lo Bello durante la finale di Coppa delle Coppe tra Bayern Monaco e Rangers disputata a Norimberga, mentre nel 1971 conquista l'ambito Premio Giovanni Mauro, destinato alla carriera arbitrale particolarmente distintasi.
Acquisì notorietà nel 1968 per aver espulso dal campo i giocatori Omar Sívori, Dino Panzanato, Sandro Salvadore e allontanato l'allenatore Giuseppe Chiappella per una rissa scoppiata in Napoli - Juventus; la decisione che costò a Sivori 6 turni di squalifica, fu l'atto preliminare alla cessazione dell'attività dell'argentino.
Dopo la dismissione dai ruoli nel 1973 con un consuntivo finale di 97 partite nella massima divisione, diventa dirigente arbitrale, in qualità di commissario speciale presso la CAN A e B dal 1975 al 1977, e come componente della Commissione Arbitri di Serie D dal 1988 al 1992; dal 1992 al 2000 è dirigente federale per la Divisione Calcio Femminile.

## Palmarès

### Giocatore

#### Competizioni nazionali
- Scudetto Dilettanti: 1

Bari: 1953-1954